# Напівпустеля Цайдамського басейну
Напівпустеля Цайдамського басейну (ідентифікатор WWF: PA1324) — палеарктичний екорегіон пустель і склерофітних чагарників, розташований на півночі Тибетського нагір'я в Китаї.

## Географія
Екорегіон напівпустелі Цайдамського басейну охоплює більшу частину Хайсі-Монголо-Тибетської автономної префектури в провінції Цинхай, а також частину південно-східного Сіньцзяну та південно-західного Ганьсу. Він простягається приблизно на 900 км із заходу на схід та на 380 км з півночі на південь. Більшу частину екорегіону займає майже пласка Цайдамська западина. На півдні її оточують гори Бокалигтаг та Бурхан-Будда, що є частиною гір Куньлунь та відділяють Цайдам від більш високої центральної частини Тибетського плато. На північний схід від Цайдаму розташовані гори Шуленаньшань, які є частиною гірського масиву Наньшань, а на північний захід від Цайдаму розташовані гори Алтинтаг, які відділяють його від пустелі Кумтаг, розташованої в Таримському басейні. 
Північно-західна частина Цайдамської западини розташована на висоті 2600-2900 м над рівнем моря. Вона представлена піщано-глинистою пустелею, в якій подекуди зустрічаються ярданги та інші еолові форми рельєфу. Південно-східна частина западини розташована нижче і відділена від північно-західної частини уступом висотою 100 м. Тут зустрічаються численні солончаки та безстічні солоні озера, загальна площа яких становить третину від площі Цайдамської западини. Найбільшим солончаком регіону є Кархан-Плая, яка складається з кількох солоних озер, найбільшим з яких є Дабсан-Нур. У підніжжя гір, що оточують Цайдамську западину, розташовані численні алювіальні конуси, сформовані відкладами річок та сезонних водних потоків.

## Клімат
Через велику висоту над рівнем моря та віддаленість від океану екорегіон має суворий холодний пустельний клімат (BWk за класифікацією кліматів Кеппена), незважаючи на те, що він розташований на одних широтах з Грецією. Зими тривалі і морозні, а навесні в регіоні часто трапляються сильні вітри та піщані бурі. Середньорічна температура коливається від 4 до -6 °C, середня температура липня коливається від 15 до 18 °C, а середня температура січня — від -11 до -15 °C. Цайдамська западина лежить на північ від багатьох інших гірських хребтів, і південноазійські мусони, які зволожують більшу частину Тибетського нагір'я, майже не досягають її. Північні гори, натомість, блокують проникнення в регіон арктичної вологи. У результаті північно-західна частина басейну є одним із найпосушливіших місць у Китаї, а середньорічна кількість опадів там становить лише 35 мм. Біля підніжжя гір та на їх схилах опадів випадає дещо більше, переважно під час літніх гроз.

## Флора
Рослинний покрив на більшій частині Цайдамської западини представлений рідкісними пустельними рослинними угрупованнями, які ростуть на гравійних, добре дренованих ґрунтах. На верхніх частинах алювіальних конусів, де ґрунтові води залягають ближче до поверхні, та в каньйонах, сформованих річками, що стікають з навколишніх гір, зустрічаються розкидані чагарники. Рівнинні території, розташовані на віддаленні від гір, можуть майже повністю бути позбавленими рослинності. 
Східна частина Цайдамського басейну отримує більше опадів і має відносно вищий рівень рослинного покриву. Серед поширених тут рослин слід відзначити зайсанський саксаул (Haloxylon ammodendron), холодостійкий ксерофітний чагарник, джунгарську реомюрію (Reaumuria soongarica) та ефедру Пржевальського (Ephedra przewalskii), а також тангутську нітранію (Nitraria tangutorum), пагорбовий курай (Salsola collina) та різні види тамариксів (Tamarix spp.). У гравійних та піщаних пустелях на північному заході Цайдамського басейну рослинність майже повністю відсутня. Також рослинний покрив майже відсутній на солоних рівнинах, де товщина сольових відкладень подекуди досягає 15 м.
В південній частині Цайдамського басейну, на найбільш низьких висотах, на берегах річок, що стікають з гір Куньлуню, зустрічаються великі солончакові луки. Серед рослин, що зустрічаються у цьому холодному, затопленому та засоленому середовищі, слід відзначити кобрезію Літтлдейла (Kobresia littledalei), житній колосняк (Leymus secalinus) та сибірську кноррінгію (Knorringia sibirica).
На великих висотах гір регіону зустрічаються чагарники, пристосовані до холодних, вітряних, напівпосушливих умов. Серед рослин, що зустрічаються в цій альпійській пустелі, слід відзначити передусім тибетську аянію (Ajania tibetica) та сірий білолізник (Krascheninnikovia ceratoides). Невисокі голчасті трави, такі як напівсидячеквіткова ковила (Stipa subsessiliflora), подекуди утворюють розріджений трав'яний покрив.
В оазах, які живляться талою водою з навколишніх гір, раніше зустрічалися гаї, де переважала євфратська тополя (Populus euphratica). Наразі екологія цих місць значно змінена зрошуваним землеробством.

## Фауна
Серед поширених в екорегіоні ссавців слід відзначити тибетського бурого ведмедя (Ursus arctos pruinosus), тибетського вовка (Canis lupus chanco), звичайну лисицю (Vulpes vulpes), тибетську лисицю (Vulpes ferrilata), манула (Otocolobus manul), тибетську рись (Lynx lynx isabellinus), снігового барса (Panthera uncia), джейрана (Gazella subgutturosa), тибетського дзерена (Procapra picticaudata), блакитного нахура або бхарала (Pseudois nayaur), східного кіанга (Equus kiang holdereri), дикого яка (Bos mutus), кучерявого зайця (Lepus oiostolus), гімалайського бабака (Marmota himalayana), чорногубу пискуху (Ochotona curzoniae), довговуху пискуху (Ochotona macrotis) та строкатку Пржевальського (Eolagurus przewalskii). У порослих чагарниками гірських долинах Куньлуню на крайньому півдні регіону зустрічаються тибетські чіру (Pantholops hodgsonii). Раніше в Цайдамі зустрічалися рідкісні дикі бактріани (Camelus ferus) та коні Пржевальського (Equus przewalskii), однак наразі вони в регіоні вимерли
Серед поширених в екорегіоні птахів слід відзначити степового орла (Aquila nipalensis), балабана (Falco cherrug), ягнятника (Gypaetus barbatus), кумая (Gyps himalayensis), чорного грифа (Aegypius monachus), пустельну кам'янку (Oenanthe deserti), попелясту кам'янку (Oenanthe isabellina), алашанську горихвістку (Phoenicurus alaschanicus), кунь-луньську кропив'янку (Curruca margelanica), солончакового жайворонка (Alaudala cheleensis), саксаулового горобця (Passer ammodendri), монгольського ніверола (Pyrgilauda davidiana), монгольську джиджітку (Podoces hendersoni), рудохвостого сорокопуда (Lanius isabellinus) та білолобу чечевицю (Carpodacus dubius). На берегах солоних озер зустрічаються чорношиї журавлі (Grus nigricollis) та гірські гуски (Anser indicus). Ендеміком екорегіону є підвид звичайного фазана (Phasianus colchicus vlangalii).

## Збереження
Оцінка 2017 року показала, що 19 755 км², або 10 % екорегіону, є заповідними територіями. Основною природоохоронною територією екорегіону є Природний заповідник озер Келуке та Туосу.